# Dendropsophus anceps
Dendropsophus anceps es una especie de anfibios de la familia Hylidae. Es endémica de Brasil.
Sus hábitats naturales incluyen zonas de arbustos, pantanos, marismas de agua dulce, corrientes intermitentes de agua, pastos, plantaciones, jardines rurales, zonas previamente boscosas ahora muy degradadas y estanques.